# Werner von Kyburg
Werner von Kyburg oder Wezelo (* um 980; † 17. August 1030 bei der Burg Falkenstein im Schwarzwald) war ein Graf aus dem Adelsgeschlecht der Udalrichinger.

## Familie
Werner war ein Sohn des Grafen Liutfried II. von Winterthur (* um 950) und Bruder des Grafen Adalbert I. von Winterthur, der wiederum der Vater Werners I. von Winterthur war. (Diese beiden «Werner» werden oft miteinander verwechselt). Luitfrieds Vater und somit Werners Grossvater war Ulrich VI. von Bregenz (eigentlich: Udalrich, auch Otzo; * vor 926; † 10. August 955 auf dem Lechfeld), Graf im oberen Rätien (926) und im unteren Rätien (949), der mit seiner Gemahlin Diepirga (Dietburga) von Sulmentingen vier Söhne hatte: Udalrich VII., Marquard, Liutfried II. und Gebhard.

## Leben
Werner von Kyburg war ein Freund des Herzogs Ernst II. von Schwaben. Nachdem dieser einen Aufstand gegen seinen Stiefvater, Kaiser Konrad II. begonnen hatte, suchte er Zuflucht bei Werner auf der Kyburg. Kaiser Konrad liess die Burg zerstören, und die beiden flüchteten in die Burg Falkenstein im Bernecktal bei Schramberg. Dort wurden sie im aussichtslosen Kampf gegen Truppen des Bischofs von Konstanz, Warmann von Konstanz, erschlagen.